# Афанасьева, Анна Титовна
А́нна Ти́товна Афана́сьева (в девичестве Смирно́ва) (16 февраля 1916, деревня Астужново Зубцовского уезда Тверской губернии (ныне Зубцовского района Тверской области) — 28 ноября 1999, Санкт-Петербург) — советская волейболистка, игрок сборной СССР (1949). Чемпионка Европы 1949. Нападающая. Мастер спорта СССР (1946).
Выступала за команды: 1936—1940 — «Наука» (Ленинград), 1945—1952 — «Спартак» (Ленинград). Двукратный серебряный (1948, 1950) и 6-кратный бронзовый (1939, 1945, 1946, 1949, 1951, 1952) призёр чемпионатов СССР.
В составе сборной СССР в 1949 году стала чемпионкой Европы. Победительница Всемирных студенческих игр 1949.
В 1947—1955 работала тренером в ДСО «Спартак» (Ленинград), в 1963—1971 — в «Гипрорыбпроме» (Ленинград), в 1971—1985 — в «Ленрадиотелетресте».
Умерла 28 ноября 1999 года. Похоронена на Красненьком кладбище Санкт-Петербурга.